# Folk & Världsmusikgalan
Folk & Världsmusikgalan är ett, sedan 2010, återkommande evenemang för olika slags folkmusik och världsmusik i Sverige.
Folk & Världsmusikgalan etablerades år 2010 med Riksförbundet för Folkmusik och Dans och Rikskonserter som huvudarrangörer och i samarrangemang med Svenska Folkdansringen, Sveriges Spelmäns Riksförbund, Eric Sahlström Institutet och Sveriges Radio och årliga lokala arrangörer. På våren varje år äger evenemanget rum på årsvis skiftande orter och varar under ett veckoslut med den stora galakvällen med prisutdelningar och konsert, samt övriga konserter, seminarier under "Open Folk", musikmässa med mera. Syftet är att uppmärksamma musiken och dess utövare och samtidigt vara en mötesplats för utövare och andra intresserade. Galan direktsänds av Sveriges Radio P2, samt ibland även av Sveriges Television.
Åtta priser utdelas vid varje gala inom kategorierna: Årets grupp, Årets artist, Årets nykomling, Årets traditionsbärare, Årets tvärspel, Årets arrangör, Årets utgåva, samt Årets hederspris. År 2015 delades inget pris ut för årets arrangör och 2017 utdelades inget pris för årets tvärspel. Det har förekommit flera specialkategorier där pris bara delats ut ett eller ett fåtal år såsom Framtidspriset (2011–2012), årets barn och unga (2015), årets komponist (2016– ) och årets dans (2017– ). Till följd av fick de vanliga kategorierna vila (förutom STIM:s pris till Årets Kompositör) och i stället hyllades sex ”folkhjältar” för extraordinära insatser under pandemiåret 2020.

## Arrangörsorter
- 2010 – Stockholm
- 2011 – Göteborg
- 2012 – Malmö
- 2013 – Gävle
- 2014 – Umeå
- 2015 – Stockholm
- 2016 – Västerås
- 2017 – Helsingborg
- 2018 – Norrköping
- 2020 – Stockholm
- 2021 – Digital gala
- 2023 – Skellefteå
- 2025 – Uppsala

## Pristagare
| Kategori | Pristagare                       | Pristagare            | Pristagare                                  | Pristagare             | Pristagare      | Pristagare                    | Pristagare                                                                 | Pristagare                           | Pristagare                                                                | Pristagare          | Pristagare                           | Pristagare |
| Kategori | Årets artist                     | Årets grupp           | Årets nykomling                             | Årets traditionsbärare | Årets tvärspel  | Årets arrangör                | Årets utgåva                                                               | Årets hederspris                     | Framtidspriset (specialpris för bästa barn- och ungdomsartist/produktion) | Årets Barn och unga | Årets Kompositör (Stims specialpris) | Årets Dans |
| -------- | -------------------------------- | --------------------- | ------------------------------------------- | ---------------------- | --------------- | ----------------------------- | -------------------------------------------------------------------------- | ------------------------------------ | ------------------------------------------------------------------------- | ------------------- | ------------------------------------ | ---------- |
| 2010     | Sofia Karlsson                   | New Tango Orquesta    | Maher & Sousou Cissoko                      | Lena Willemark         | Nordic          | Selam                         | Esbjörn Hazelius"Passion"                                                  | Izzy Young                           |                                                                           |                     |                                      |            |
| 2011     | Haci Tekbilek                    | Nordic                | Punsch                                      | Susanne Rosenberg      | Ale Möller      | Urkult                        | Stinnerboms, Eden, Warg - Anno 2010 Det stora uppdraget (särskilt bokpris) | Märta Ramsten                        | Susanne Lind                                                              |                     |                                      |            |
| 2012     | Miriam Aida                      | Hazelius/Hedin        | Stormsteg                                   | Björn Ståbi            | Västanå teater  | Malmö Folk                    | Siri Karlsson - Gran Fuego                                                 | Ahmadu Jah                           | Sten Källman                                                              |                     |                                      |            |
| 2013     | Emilia Amper                     | Jul i folkton         | Kolonien                                    | Ralf Novak Rosengren   | ResiDans        | Nordic Romani festival        | Karima Nayt - Quoi d'autre?                                                | Bert Persson                         |                                                                           |                     |                                      |            |
| 2014     | Sofia Jannok                     | Ellika Solo Rafael    | Bjäran                                      | Nadin Al Khalidi       | Ethno           | Planeta                       | Rydvall/Mjelva - Isbrytaren                                                | Ole Hjorth                           |                                                                           |                     |                                      |            |
| 2015     | Livet Nord                       | Väsen                 | Sallyswag                                   | Kjell-Erik Eriksson    | Symphonic Stomp | (priset delades inte ut)      | Möller m fl - Nordan Suite                                                 | Folkmusiker mot främlingsfientlighet |                                                                           | Eiwor Kjellberg     |                                      |            |
| 2016     | Bridget Marsden                  | Ahlberg, Ek & Roswall | Symbio                                      | Jan-Olof Andersson     | Gränslandet     | Mix Musik                     | Sofie Livebrant - Lighthouse stories                                       | Merit Hemmingson                     |                                                                           |                     | Magnus Stinnerbom                    |            |
| 2017     | Sara Parkman                     | Tarabband             | Awilas                                      | Ami Petersson Dregelid | -               | Umefolk                       | Magnus Gustafsson - Polskans historia                                      | Peps Persson                         |                                                                           |                     | Lena Willemark                       | Anna Öberg |
| 2018     | Sousou Cissoko och Maher Cissoko |                       | Vågspel (Alice Klint och Kristin Kennemark) |                        |                 | Flamencofredag                | Sara Parkman och Samantha Ohlanders - Matriarkerna                         | Ulf Gruvberg och Carin Kjellman      | Folk you                                                                  |                     | Lisa Långbacka                       |            |
| 2020     | Brita Björs                      | Triakel               | Ebo Krdum & Genuine Mezziga                 | Tina Quartey           |                 | Sing a song fighter           | Sara Ajnnak/Gulldalit – can you hear me?                                   | Lars Farago                          |                                                                           |                     | Pelle Björnlert                      |            |
| 2021     |                                  |                       |                                             |                        |                 |                               |                                                                            |                                      |                                                                           |                     | Frida Johansson                      |            |
| 2023     | Lena Jonsson Trio                |                       | Anna Ekborg Hans-Ers                        | Rostam Mirlashari      |                 | Norrköpings folkmusikfestival | Symbio – ”Endevaour”                                                       | Ale Möller                           |                                                                           |                     | Fanny Källström                      |            |